# Konstitutionalismus

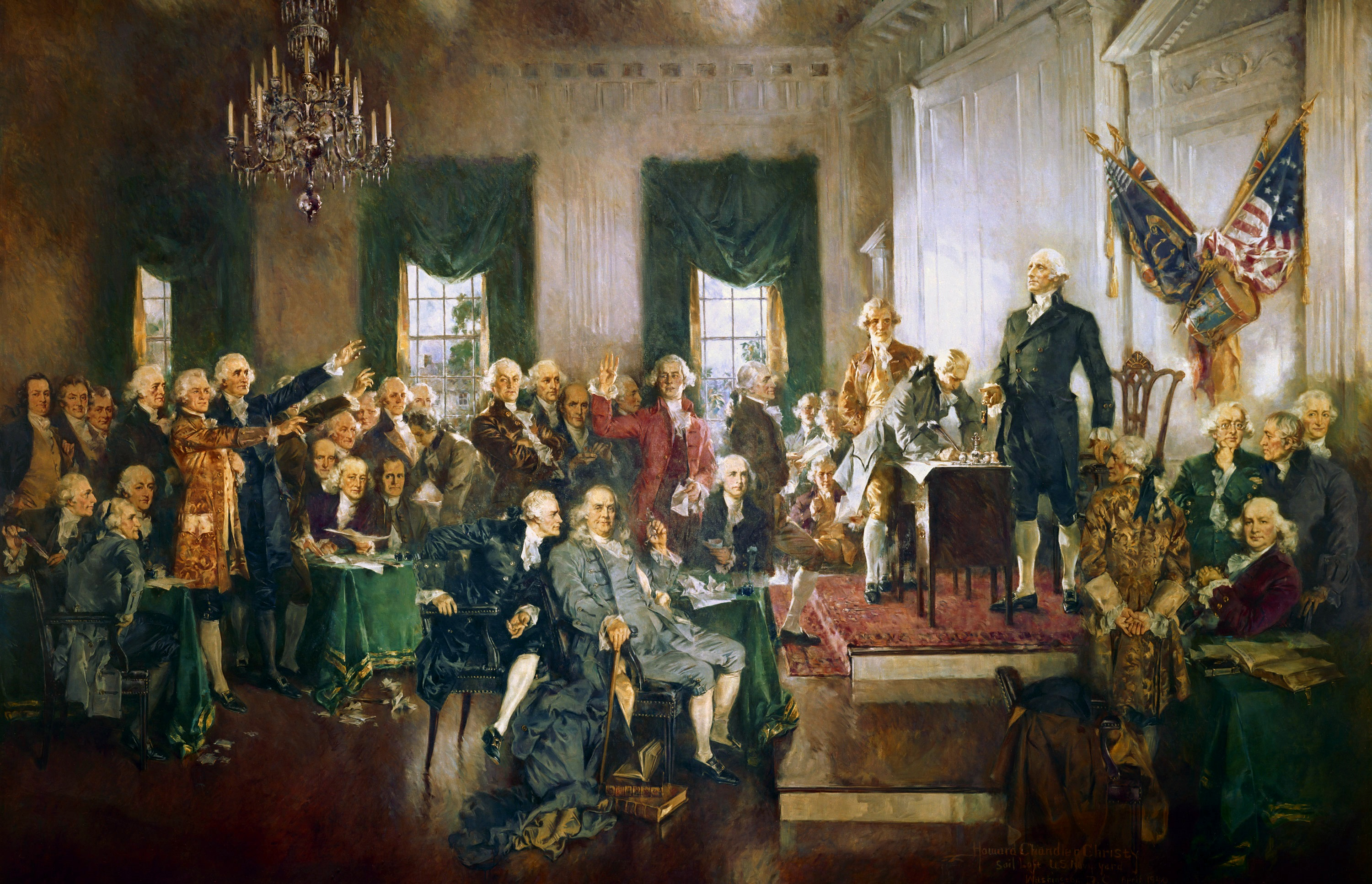
Unterzeichnung der amerikanischen Verfassung 1787, Historiengemälde von Howard Chandler Christy (1940)

Konstitutionalismus ist ein Begriff der Verfassungsgeschichte. Er beschreibt eine Staatsform, bei der Rechte und Pflichten der Staatsgewalt – besonders des Monarchen – und der Bürger in einer Verfassung verankert sind. Je nach Land und Sprache können im Einzelnen unterschiedliche Ausgestaltungen gemeint sein.
In der deutschen Geschichte wird der Begriff vornehmlich für die Phase von 1814 bis 1918 gebraucht, als es zwar bereits Verfassungen gab, aber die parlamentarische Regierungsweise sich rechtlich oder faktisch noch nicht durchgesetzt hatte. Man spricht auch von einer Abfolge der absolutistischen Monarchie, der konstitutionellen Monarchie und der parlamentarischen Monarchie. In der konstitutionellen Monarchie muss sich ein Monarch, anders als in der absolutistischen Monarchie, an eine Verfassung halten, in der parlamentarischen kommt hinzu, dass die Regierung letztlich vom Vertrauen des Parlaments abhängt.

## Deutsche Geschichte
Im Heiligen Römischen Reich gab es einige wichtige Entscheidungen, heute als Verfassungsdokumente bezeichnet. Während der „Franzosenzeit“ gab es in Teilen Deutschlands (etwa 1793 bis 1814) Staaten mit Verfassungen, als erste die Verfassung der Mainzer Republik. Diese gelten heute nicht als eigentliche Repräsentativverfassungen. Mit einer solchen Verfassung ist gemeint, dass die Bürger oder zumindest ein Teil der Bürger eine Volksvertretung wählen, die an der Gesetzgebung teilnimmt. Laut der Bundesakte von 1815, die den Deutschen Bund begründete, sollte ein deutscher Staat eine landständische Verfassung haben. Eine genaue Definition dafür fehlte aber.
Nach 1815 entstanden Verfassungen zunächst in Süddeutschland, unter anderem in Bayern am 26. Mai 1818, in Baden am 22. August 1818 in Württemberg am 25. September 1819. Dann kam es nach 1830, ausgelöst durch die Juli-Revolution in Frankreich, zu Verfassungen in einigen norddeutschen Staaten, unter anderem in Hessen am 5. Januar 1831, in Sachsen am 4. September 1831, in Braunschweig am 12. Oktober 1832 und in Hannover am 26. September 1833. In den neu entstandenen Verfassungen finden sich dabei Zugeständnisse an das Volk (zum Teil Abschaffung der Leibeigenschaft gegen einmalige Zahlungen, Land etc.), denn diese wurden nicht oktroyiert, sondern in Vereinbarung mit den Ständen beziehungsweise deren Vertretungen in Versammlungen erarbeitet.
Allerdings gab es auch nach 1830 noch aufgezwungene Verfassungen. Der größte Staat in Norddeutschland, Preußen, oktroyierte am 5. Dezember 1848 eine Repräsentativverfassung als Reaktion auf die vorangegangene Märzrevolution, welche eine solche Verfassung forderte. Österreich gab sich sogar erst (nach einigen früheren Ansätzen) endgültig 1867 eine vom Herrscher auferlegte Verfassung (Dezemberverfassung).

## Monarchisches Prinzip
Die Herrschaft des Monarchen beruht auf dem monarchischen Prinzip. Dieses rechtfertigt die herausragende und unverletzliche Stellung des Monarchen und führt diese wie zu Zeiten des Absolutismus auf das Gottesgnadentum zurück (Friedrich Julius Stahl, 1845). Das monarchische Prinzip besagt, dass der Monarch die Rechtfertigung für sein Handeln in sich selbst trägt. Sie kommt ihm kraft seiner Stellung zuteil und ist ihm weder durch die Verfassung noch durch das Volk oder Dritte eingeräumt. Der König ist als Herrscher nicht auf dem Boden der Verfassung, vielmehr steht er neben der Verfassung. Die Verfassung ist daher nicht Grundlage der Herrschaftsgewalt des Königs, sondern dient lediglich deren Beschränkung. Damit ist der Monarch selbst die verfassungsgebende Gewalt (vgl. unten, Verfassungsgebung), also pouvoir constituant und nicht bloß verfasste Gewalt, pouvoir constitué. Während Volk und Volksvertretung für jedes politische Handeln eines verfassungsrechtlichen Titels bedürfen, trägt der Monarch diesen Titel, also die Berechtigung zum Handeln in sich selbst. Anders als jedoch im Absolutismus treten Staat und Staatsoberhaupt förmlich auseinander. Das Staatsgebiet wird der rechtsgeschäftlichen Verfügungsmacht des Herrschers entzogen, sein Privatgut wird vom Staatsgut getrennt.
Typisches Beispiel hierfür ist die Formulierung im Titel II § 1 der Verfassung des Königreichs Bayern von 1818: „Der König ist Oberhaupt des Staats, vereinigt in sich alle Rechte der Staatsgewalt und übt sie unter den von ihm gegebenen, in der gegenwärtigen Verfassungsurkunde festgesetzten Bestimmungen aus“.
Das monarchische Prinzip, das auf die Schlussakte des Wiener Kongress zurückgeht, diente in Reaktion auf revolutionäre und liberale Bestrebungen der Abwehr von jeder Form der Volksrepräsentation.

## Verfassungsgebung

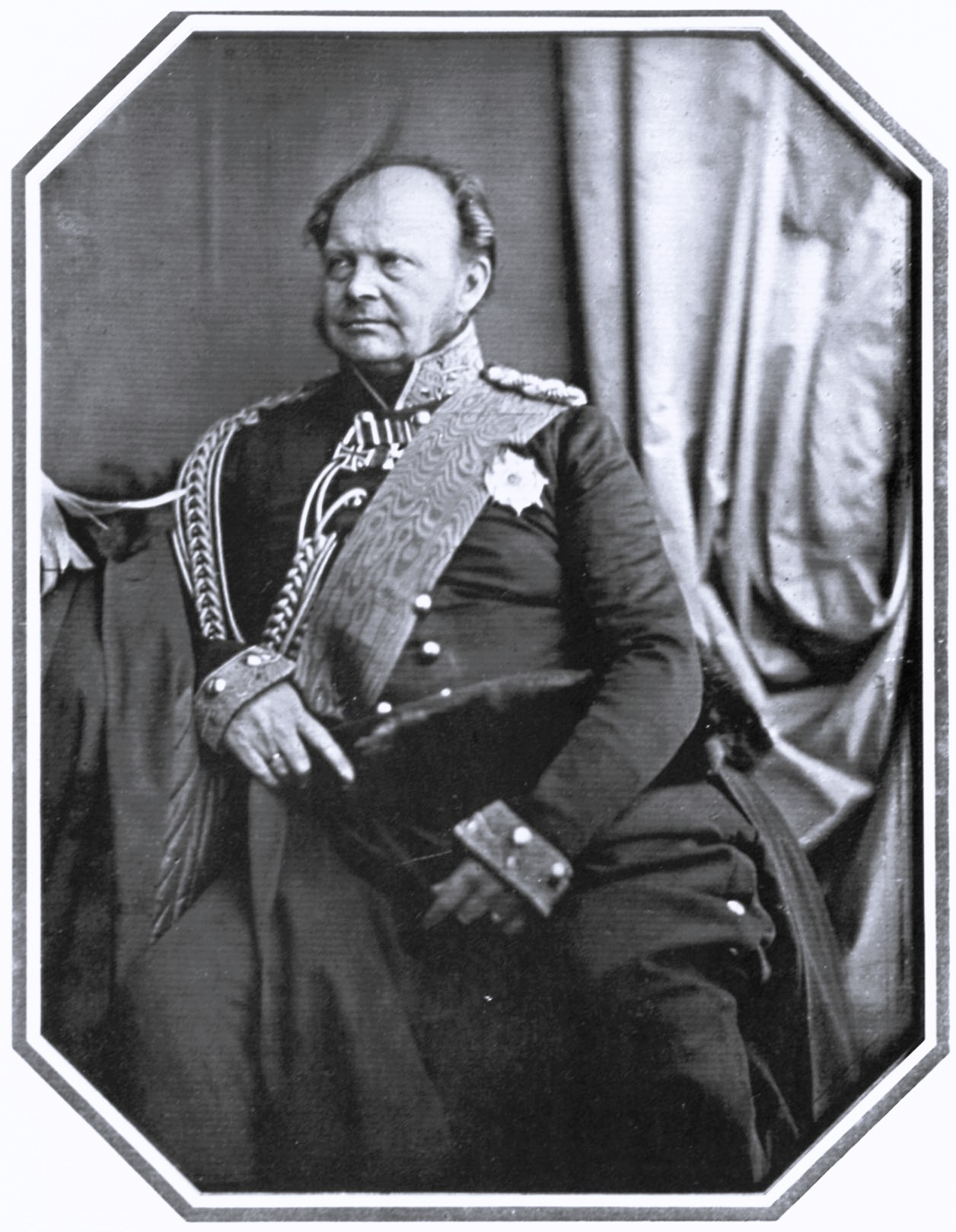
Friedrich Wilhelm IV. war der König, der im Dezember 1848 Preußen eine Verfassung gab. Da er sie einseitig erließ, nennt man diese Verfassung Preußens eine „oktroyierte“ (auferlegte, aufgezwungene) Verfassung.

Trotz der von ihm ausgehenden Staatsgewalt unterlag der Herrscher in deren Ausübung den Bindungen der Verfassung. Diese wurde entweder von ihm selbst erlassen (oktroyierte Verfassung) oder im Einvernehmen mit den Vertretern der Stände vereinbart. Entscheidendes Kennzeichen des Konstitutionalismus war, dass die auch einseitig vom König oktroyierte Verfassung nicht mehr einseitig abänder- oder rücknehmbar war. Eine Änderung musste von Monarch und Volksvertretung gemeinsam beschlossen werden, ähnlich wie bei gewöhnlichen Gesetzen. Als beispielsweise der König von Hannover 1837 die Verfassung einseitig außer Kraft setzte, wurde dies als Rechtsbruch angesehen, der am 18. September 1837 durch sieben Professoren der Landesuniversität Göttingen entsprechend zum Ausdruck gebracht wurde. Zum ersten Mal in der deutschen Geschichte – und mit dem Risiko der Gefährdung des eigenen Lebens – postulierten sie die Weitergeltung der Verfassung, des Staatsgrundgesetzes (als eine der landesständischen Verfassungen der Bundesakte).

## Legislative
Die Gesetzgebung konnte nur durch gemeinsame Zustimmung von König und Volksvertretung erfolgen. Dem König stand daher neben der alleinigen Inhaberschaft der Exekutive eine Teilhabe an der Legislative zu. Für den Umfang der Beteiligung der Volksvertretung war daher entscheidend, inwieweit eine Angelegenheit durch Gesetz geregelt werden musste. Nur in diesem Fall war die Zustimmung der Volksvertretung zwingende Voraussetzung, in allen anderen Fällen oblag dem König als Träger der Regierung die alleinige Zuständigkeit. Als Kriterium für die Beteiligung der Legislative wurde der Vorbehalt des Gesetzes herangezogen.
Eine gesetzliche Regelung war immer dann erforderlich, wenn Eingriffe in Eigentum und Freiheit im Raum standen. Der Volksvertretung stand dabei jedoch kein Selbstversammlungsrecht zu, sie konnte auch keine Gesetzesinitiative ergreifen. An diese Stelle trat die Einberufung durch den Monarchen und die Gesetzespetition als Appell an den Monarchen, eine entsprechende gesetzliche Regelung zu erlassen.

## Exekutive
Regierung und Verwaltung blieben dem Monarchen vorbehalten. Die Minister standen dem Monarchen nicht als Abgesandte der Volksvertretung gegenüber, sondern waren seine, von ihm ernannten Gehilfen. Die Regierung war damit personell und institutionell von der Volksvertretung unabhängig.
Die Kompetenz des Monarchen war unbeschränkt, insbesondere in der Außenpolitik, der Heeresverfassung und der Organisation der Verwaltung. Es gab zwar einen Gesetzesvorbehalt, der die Macht des Monarchen einschränkte. Allerdings bestimmte der Monarch allein über Verordnungen, die oft wichtiger waren als ein Gesetz, weil sie Details und damit die Anwendung regelten.
Allerdings konnte die Volksvertretung Gesetze ablehnen und damit den Monarchen dazu bewegen, die Wünsche der Volksvertretung zu berücksichtigen. In manchen Ländern führte diese Entwicklung dazu, dass ein Monarch seine Regierung nicht mehr im Amt halten konnte, wenn die Volksvertretung die Regierung ablehnte. Auf diese Weise konnte sich das parlamentarische Prinzip durchsetzen, egal, ob es in der Verfassung förmlich verankert worden ist oder nicht. Aus diesem Grund wird in manchen Ländern, etwa in Großbritannien und den Niederlanden, nicht so scharf zwischen konstitutioneller und parlamentarischer Monarchie unterschieden.
Von Bedeutung war außerdem die Ministerverantwortlichkeit. Wenn auch der Monarch selbst unantastbar war, so achtete die Volksvertretung darauf, ob sich die Minister an Recht und Gesetz hielten. Indirekt konnte so gegebenenfalls das Handeln des Monarchen kontrolliert werden. Was die Ministerverantwortlichkeit im Einzelnen bedeutete, hing von der jeweiligen Verfassung, aber auch von der Verfassungswirklichkeit ab. Gängig war es, dass die Volksvertretung die Minister herbeizitieren und befragen durfte (Rechenschaftspflicht der Minister). Die württembergische Verfassung kannte auch eine Anklage der Minister vor dem Staatsgerichtshof. Die Verfassungsgeber des 19. Jahrhunderts (auch die liberalen) schreckten meist aber davor zurück, der Volksvertretung formell das Recht zu geben, die Regierung zum Rücktritt zu zwingen. Selbst noch in der Verfassung des Deutschen Reiches von 1871 gab es keine Möglichkeit des Reichstages, den Kanzler zum Rücktritt zu zwingen. Als im Zuge der Zabern-Affäre die Reichstagsmehrheit 1913 Kanzler Theobald von Bethmann Hollweg mit Mehrheit das Misstrauen aussprach, hatte dies nicht seinen Rücktritt zur Folge, da Kaiser Wilhelm II weiter zu ihm hielt. Die Regelung der Weimarer Reichsverfassung, welche es dem Parlament jederzeit erlaubte per Misstrauensvotum sowohl den Kanzler als auch einzelne Minister aus dem Amt zu entfernen, mag wohl vor dem Hintergrund der Frustration vieler Mitglieder eben  jener Reichstagsmehrheit von 1913 angesichts ihrer damaligen Machtlosigkeit erwachsen sein, denn in der Weimarer Nationalversammlung hatten die Parteien des interfraktionellen Ausschusses als Weimarer Koalition die Mehrheit.

## Oberbefehl über das Heer
Dem Monarchen stand der Oberbefehl über das Heer zu. Auf diesen – und nicht etwa die Verfassung – wurde es normalerweise auch vereidigt. Akte, die aus dem Oberbefehl folgten, galten als gegenzeichnungsfrei, unterlagen also nicht der Zustimmung durch die Volksvertretung.